# Чегандинское (сельское поселение)
Чегандинское — упразднённое муниципальное образование со статусом сельского поселения в Каракулинском районе Удмуртии Российской Федерации.
Административный центр — село Чеганда.
Законом от 27 мая 2021 года № 54-РЗ к 10 июня 2021 года упразднено в связи с преобразованием муниципального района в муниципальный округ.

## История
Статус и границы сельского поселения установлены Законом Удмуртской Республики от 23.11.2004 N 69-РЗ «Об установлении границ муниципальных образований и наделении соответствующим статусом муниципальных образований на территории Каракулинского района Удмуртской Республики».
На территории сельсовета сохранились Чегандинские пещеры — предположительно выработки рудника начала XVIII века.

## Население
| 2010 | 2012 | 2013 | 2014 | 2015 | 2016 | 2017 |
| ---- | ---- | ---- | ---- | ---- | ---- | ---- |
| 625  | ↘619 | ↗631 | ↘625 | ↘605 | ↘577 | ↘555 |
| 2018 | 2019 | 2020 |      |      |      |      |
| ↘503 | ↘494 | ↘472 |      |      |      |      |

## Состав сельского поселения
| № | Населённый пункт | Тип населённого пункта       | Население |
| - | ---------------- | ---------------------------- | --------- |
| 1 | Усть-Бельск      | деревня                      | ↗35       |
| 2 | Чеганда          | село, административный центр | ↘584      |